# Anna Q. Nilsson

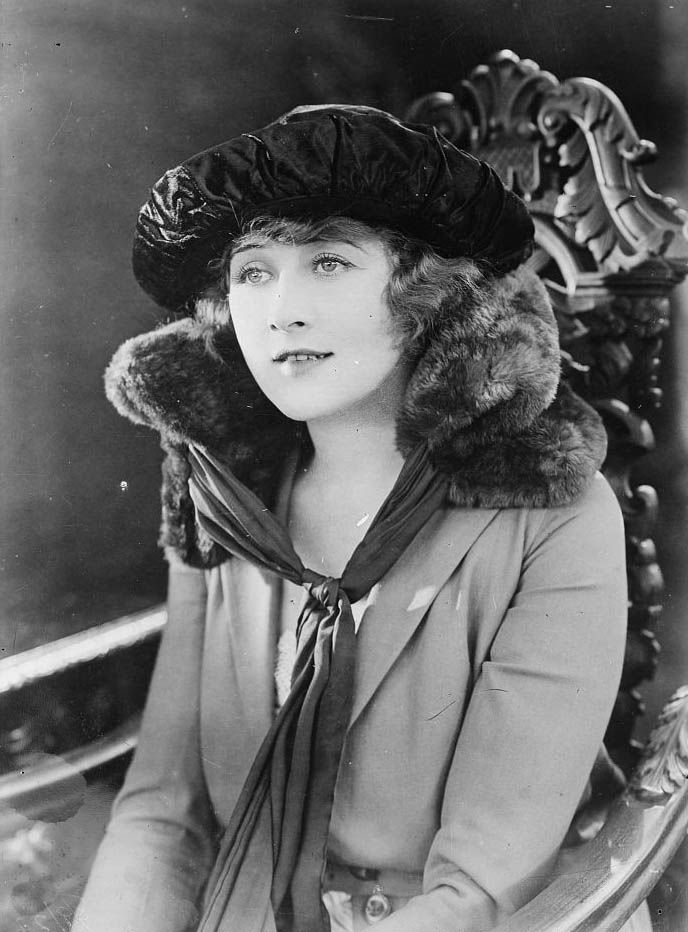
Anna Q. Nilsson (1921)

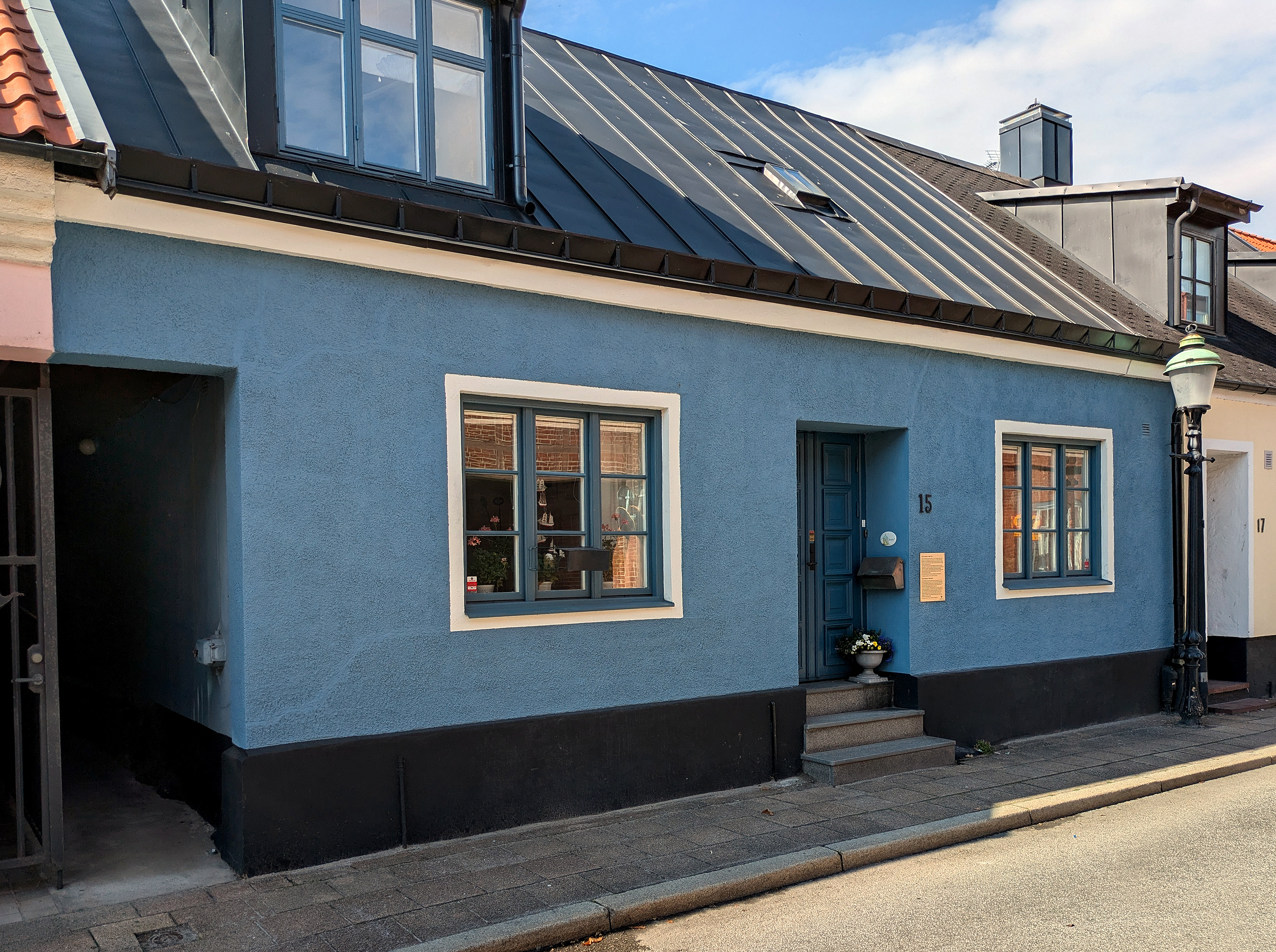
Das Geburtshaus der Anna Q. Nilsson, Trädgårdsgatan (Gartenstraße) im Zentrum von Ystad.

Anna Quirentia Nilsson (* 30. März 1888 in Ystad, Schweden; † 11. Februar 1974 in Hemet, Kalifornien, USA) war eine schwedische Schauspielerin, die während der Stummfilmära ein Filmstar in Hollywood war.

## Leben
Anna Q. Nilsson wurde 1888 in Schweden geboren. Nach ersten Erfahrungen auf schwedischen Bühnen emigrierte sie 1910 in die Vereinigten Staaten. Dort arbeitete sie erst als Kindermädchen, später als Fotomodell. Sie saß Modell für Plakate und Poster, unter anderem für Penrhyn Stanlaws. Nach Veröffentlichung einer solchen Illustration wurde ihr eine Rolle in dem Film Molly Pitcher angeboten. Nilsson nahm an und wurde über Nacht zum Star. Ihre Karriere ging steil bergauf, sie arbeitete erfolgreich für FBO, Paramount Pictures, MGM und Warner Brothers. Filme wie Seven Keys to Baldpate (1917), Soldiers of Fortune (1919), The Toll Gate und The Luck of the Irish (beide 1920) sowie The Lotus Eater (1921) wurden große Erfolge.
Im Jahr 1925, auf dem Höhepunkt ihrer Karriere, kurz vor dem Aufkommen des Tonfilms, stürzte Nilsson bei einem Reitausflug vom Pferd und fiel so unglücklich, dass eine Lähmung die Folge war. Zwei Jahre lang musste sie pausieren und das Laufen wieder erlernen.
Ab 1927 arbeitete sie an ihrem Comeback und drehte mehrere Filme pro Jahr, unter anderem auch The Babe Comes Home mit der Baseball-Legende Babe Ruth. Mit der zunehmenden Popularität des Tonfilms zog sie sich mehr und mehr vom Filmgeschäft zurück; der schwedische Akzent sowie ihr zunehmendes Alter wurden zu einem Problem. Sie widmete sich zwei Jahrzehnte lang fast ausschließlich der Wohltätigkeit. Sie kehrte nur für sehr kleine Rollen (oft auch ungenannt) auf die Leinwand zurück, so beispielsweise 1951 in Vincente Minnellis Ein Amerikaner in Paris. Ihre bekannteste Rolle der Tonfilmära ist ein Cameoauftritt (zusammen mit Buster Keaton und H. B. Warner) als Kartenspielerin in Billy Wilders Drama Boulevard der Dämmerung (1950) mit Gloria Swanson.
Anna Q. Nilsson war zweimal verheiratet. Beide Ehen wurden bereits nach kurzer Zeit wieder geschieden und blieben kinderlos. Nilsson starb 1974 in Kalifornien an Herzversagen. Sie war die erste Schwedin, die einen Stern auf dem Walk of Fame in Hollywood erhielt.

## Filmografie (Auswahl)
- 1911: Molly Pitcher
- 1912: Victim of Circumstances
- 1912: Battle of Pottsburg Bridge
- 1912: Two Spies
- 1913: Fatal Legacy
- 1913: The Infamous Don Miguel
- 1913: John Burns of Gettysburg
- 1913: Uncle Tom’s Cabin
- 1914: The Secret of the Will
- 1914: A Shot in the Dark
- 1915: Regeneration
- 1915: Hiding From the Law
- 1915: In the Hands of the Jury
- 1916: Scarlet Road
- 1916: Her Surrender
- 1917: The Silent Master
- 1917: The Moral Code
- 1918: No Man’s Land
- 1918: The Trail to Yesterday
- 1918: Heart of the Sunset
- 1919: Way of the Strong
- 1919: Cheating Cheaters
- 1919: Venus in the East
- 1920: The Luck of the Irish
- 1920: The Toll Gate
- 1921: Why Girls Leave home (Verschollen)
- 1921: The Lotus Eater (Verschollen)
- 1922: Pink Gods (Verschollen)
- 1922: Der Express in Flammen (Hearts Aflame)
- 1923: Adams Rippe (Adam's Rib)
- 1923: Die Insel der verlorenen Schiffe (The Isle of Lost Ships)
- 1923: Der Markt der Seelen (Souls for Sale) (Cameo)
- 1923: Das goldene Land (The Spoilers)
- 1924: Der Sumpfengel (Painted People)
- 1924: Fließendes Gold (Flowing Gold)
- 1924: Ralphs nächtliche Abenteuer (Broadway After Dark)
- 1925: Er soll dein Herr sein... (The Talker)
- 1926: Wien bleibt Wien (The Greater Glory)
- 1927: Babe Comes Home
- 1927: Lonesome Ladies
- 1927: Hauptmann Sorrell und sein Sohn (Sorrell and Son)
- 1928: The Whip
- 1934: School for Girls
- 1935: Das Tal des Todes (Wanderer of the Wasteland)
- 1938: Drei Männer im Paradies (Paradise for Three)
- 1938: Prison Farm
- 1941: Sein letztes Kommando (They Died with Their Boots On)
- 1942: Girls Town
- 1945: Die Entscheidung (The Valley of Decision)
- 1946: Geheimnis des Herzens (The Secret Heart)
- 1947: Cynthia
- 1947: Die Farmerstochter (The Farmer’s Daughter)
- 1948: Jedes Mädchen müßte heiraten (Every Girl Should Be Married)
- 1948: Der Junge mit den grünen Haaren (The Boy with Green Hair)
- 1949: Ehekrieg (Adam’s Rib)
- 1949: Malaya
- 1949: Damals im Sommer (In the Good Old Summertime)
- 1950: Von Katzen und Katern (The Big Hangover)
- 1950: Boulevard der Dämmerung (Sunset Boulevard)
- 1951: Ein Amerikaner in Paris (An American in Paris)
- 1951: Der Gauner und die Lady (The Law and the Lady)
- 1951: Mississippi-Melodie (Show Boat)
- 1951: Anwalt des Verbrechens (The Unknown Man)
- 1954: Eine Braut für sieben Brüder (Seven Brides for Seven Brothers)